# Фелипе Бальтасар Фернандес Пачеко
Фелипе Хуан Бальтасар Фернанес Пачеко-и-Португаль (исп. Felipe Juan Baltasar Fernánez Pacheco y Portugal; 1 января 1596, Эскалона — 29 сентября 1633, Мадрид) — испанский дворянин, носивший титулы 6-го маркиза Вильена, 6-го герцога Эскалона, 6-го маркиза Мойя, 9-го графа де Сан-Эстебан-дед-Гормас и графа Хикена.

## Биография
Он родился в Эскалоне 1 января 1596 года, брат-близнец Фелипе Мануэля Гаспара. Второй сын Хуана Гаспара Фернандеса Пачеко, 6-го герцога Эскалона (1563—1615), и его жены Серафины де Браганса-и-Португаль (1566—1604). Он был крещен 6 января от рук Андреса Пачеко, своего дяди, епископа Сеговии. Он был крестником принца Фелипе, позже короля Испании Филиппа III, который в этом акте был представлен коррехидор города, согласно королевскому указу от предыдущего 3 января. Ему дали имена Фелипе, в честь покровительства принца, Хуан, в память о его деде по материнской линии, герцоге Браганса, и Бальтасар, в честь праздника Святых Королей, на котором он был крещен.
Он сменил своего отца 5 мая 1615 года, а в сентябре он отправился поцеловать руку короля в Королевском дворце Сан-Лоренцо, где герцог Лерма спонсировал его при дворе Филиппа III. Утвердив вступительные испытания 17 июля 1624 года, 30 числа того же месяца король Филипп IV выдал свидетельство о приеме в Орден Сантьяго. Герцог Эскалона был посвящен в рыцари этого ордена своим тестем герцогом Пеньяранда 17 ноября 1624 года в Эскалоне, перед Луисом де Сан-Мартином, его крестным отцом был Фернандо де Карвахаль-и-Сильва. 3 октября 1624 года король пожаловал ему энкомьенду Мораталья в Ордене Сантьяго. 24 октября 1632 года он получил в управление энкомьенду Сокуэльямос для себя или своей жены.
27 ноября 1632 года король Испании Филипп IV пожаловал ему 4000 дукатов дохода в виде энкомьенд от коренных жителей и назначил его вице-королем Новой Испании. Однако герцог умер в первые дни 1633 года, так и не сумев воспользоваться этими положениями. Говорят, что монарх, которого герцог принимал на своей вилле в Кадахалсо, сказал, узнав о его смерти, что «маркиз скучал по тому, кто лучше всех знал, как быть лордом», и семейный историк сказал о нем, что «он был великим рыцарем и зеркалом, в котором можно было видеть великих князей, подражать и сочинять с ним свои действия».

## Брак и потомство
20 ноября 1623 года в Оратори-дель-Паласио герцогини-графини Миранды (Мадрид) герцог Эскалона женился на Каталине де Суньига-и-Сандоваль, старшей дочери его троюродного брата Диего Суньиги Авельянеды-и-Басана, 2-го герцога Пеньяранда-де-Дуэро и 7-го графа де Мрранда-дель-Кастаньяр (ок. 1590—1626), и его жены Франсиски де Сандоваль-и-Рохас. Брачные соглашения были подписаны 4 июля 1617 года в Мадриде, перед Хуаном де Сантильяной, и были подтверждены монархом 1 ноября 1623 года. Через нее, бабушку невесты по материнской линии, герцогиню-графиню Миранду, она предложила 30 000 дукатов в качестве приданое, а ее жених — около 12 000 дукатов в качестве залога и 3 000 дукатов ежегодно на расходы её комнаты, в дополнение к тому, что он покидает город Альморокс для своей резиденции. Со своей стороны, монарх Испании обязал себя передать герцогу Эскалоне энкомьенду на сумму не менее 4000 дукатов, что он и сделал (как указано выше) в 1632 году.
Их брак оказался бездетным. После его смерти титулы и владения герцога перешли к его младшему брату Диего Лопесу Пачеко, женатому на Хуане де Суньига-и-Мендоса, а Каталина снова вышла замуж за Хуана Андреса Уртадо де Мендоса, 5-го маркиза Каньете.